# Franz Klingelschmitt

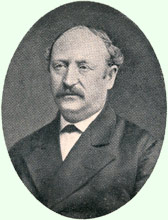
Franz Xaver Klingelschmitt

Franz Xaver Klingelschmitt (* 24. September 1835 in Mainz; † 14. Dezember 1892) war ein deutscher Humorist.

## Leben
Franz Xaver Klingelschmitt war ein Sohn des Tünchermeisters Kilian Klingelschmitt, der seit 1857 eine Tüncherei auf dem Kästrich betrieb, die er von seinem Schwiegervater Johann Lieb übernommen hatte. Das Haus, in dem sich auch die Wohnung der Familie Klingelschmitt befand, stand in der Nähe der Bastion Martin neben dem Gautor in Mainz. Im Jahr der Übernahme des Hauses und Geschäfts explodierte am Nachmittag des 18. November der als Pulverturm genutzte Martinsturm. Durch dieses Unglück wurde das Klingelschmittsche Haus komplett zerstört. Kilian Klingelschmitt, seine Frau und drei der fünf Kinder kamen dabei ums Leben; nur Franz Xaver Klingelschmitt und sein achtjähriger Bruder Adam überlebten, da sie sich zum Zeitpunkt der Explosion nicht im Haus befunden hatten – Franz Xaver Klingelschmitt war damals militärpflichtig und in Darmstadt stationiert. Nach dem Unglück wurde ihm die restliche Zeit des Militärdienstes erlassen, so dass er die Tüncher-Meisterprüfung ablegen und den Betrieb seines Vaters neu eröffnen konnte. Dank einer finanziellen Entschädigung war er in der Lage, das zerstörte Haus innerhalb von zwei Jahren wieder aufzubauen.
Klingelschmitt trat als Mitglied des Mainzer Carneval-Vereins, der Hofnarren und des Humoristischen Thierkreises mit Liedern, Gedichten und Vorträgen während des Mainzer Karnevals auf. Zeitweise war er Präsident der Hofnarren und des Humoristischen Thierkreises.
Unter dem Pseudonym „Maler Ölgrün“ oder „Oelgrün“ veröffentlichte er humoristische Beiträge in der Moguntia, dem Beiblatt des Neuen Mainzer Anzeigers. Ferner war er von 1880 bis 1881 Herausgeber der Karnevalzeitung Philisterpeitsche.
Klingelschmitt starb 57-jährig an einem Nervenleiden.